# Apodemus pallipes
Il topo selvatico dell'Himalaya (Apodemus pallipes  Barrett-Hamilton, 1900) è un roditore della famiglia dei Muridi diffuso nell'Asia centrale.

## Descrizione

### Dimensioni
Roditore di piccole dimensioni, con la lunghezza della testa e del corpo tra 72 e 110 mm, la lunghezza della coda tra 70 e 110 mm, la lunghezza del piede tra 19 e 22 mm, la lunghezza delle orecchie tra 14 e 18 mm.

### Aspetto
Le parti superiori variano dal bruno-giallastro chiaro al grigio-brunastro, mentre le parti ventrali sono bianco-grigiastre. La linea di demarcazione lungo i fianchi è netta. Il dorso delle zampe è bruno-giallastro chiaro. La coda è lunga quanto la testa ed il corpo, marrone sopra e biancastra sotto.

## Biologia

### Comportamento
È una specie terricola.

## Distribuzione e habitat
Questa specie è diffusa nell'Asia centrale.
Vive nelle foreste di conifere e di rododendro tra 1.465 e 3.965 metri di altitudine.

## Tassonomia
Sono state riconosciute 4 sottospecie:
- A.p.pallipes: Kirghizistan meridionale, Tagikistan, Afghanistan centrale e nord-orientale;
- A.p.bushengensis (Zheng, 1979): Provincia cinese dello Xizang sud-occidentale;
- A.p.pentax (Wroughton, 1908): Province pakistane dei Territori del Nord e Khyber Pakhtunkhwa settentrionale;
- A.p.wardi (Wroughton, 1908): Stati indiani del Ladakh, Himachal Pradesh, Uttarakhand e Nepal occidentale e centrale.

## Conservazione
La IUCN Red List, considerato il vasto areale e la popolazione numerosa, classifica A.pallipes come specie a rischio minimo (Least Concern).